# Divna
Divna o también Švestka Divna es una variedad cultivar de ciruelo (Prunus domestica), de las denominadas ciruelas europeas.
Una variedad de ciruela que se creó en 1964 en el "Instituto de Fruticultura de Čačak", en Yugoslavia (hoy Serbia).
Las frutas tienen un tamaño mediano de forma oblongo alargada, con la piel color azul violáceo recubierta de una densa capa plateada de pruina, y pulpa color amarillo verdoso, textura firme, jugo medio, y sabor dulce aromático.

## Sinonimia
- "Čačanská Divna",
- "Švestka Divna".

## Historia
'Divna' variedad de ciruela que se creó en 1964 en el "Instituto de Fruticultura de Čačak", Yugoslavia (hoy Serbia), mediante el cruce de 'Stanley' como "Parental Madre" x el polen de 'Čačanska Rana' como "Parental Padre". Fue creada por el equipo formado por el Dr. Dobrivoje Ogašanović, Dr. Ivana Glišić, y Dr Darko Jevremović.
Se la reconoció como nueva variedad nombrándola y entró en los circuitos comerciales en 2018. La variedad se utiliza ampliamente en la fruticultura comercial.
'Divna' Se usa comercialmente porque tiene un buen rendimiento y los frutos son fáciles de transportar, también es tolerante a la sharka (una infestación viral que conduce a la muerte de toda la planta).

## Características
'Divna' es un árbol vigoroso con copa de densidad alta. La floración es tardía, al mismo tiempo que la 'Stanley'. La flor tiene un tiempo de floración que comienza a partir del 14 de mayo con el 10% de floración, para el 17 de mayo tiene una floración completa (80%), y para el 30 de mayo tiene un 90% de caída de pétalos.
'Divna' tiene una talla de tamaño medio, de forma ovalado, simétrico con un peso promedio de 24 gr; epidermis tiene una piel moderadamente gruesa, firme, de color azul violáceo recubierta de una densa capa plateada de pruina, con línea de sutura muy pronunciada; pedúnculo de longitud corto, grueso, leñoso; pulpa de color amarillo verdoso, textura firme, jugo medio, y sabor dulce aromático. Contiene en promedio un 19,70% de materia seca soluble.
Hueso parcialmente separado, grande, alargado, asimétrico, con el surco dorsal muy ancho y profundo, los laterales más superficiales, zona ventral poco sobresaliente, superficie rugosa.
Su tiempo de maduración varía según la región y las condiciones climáticas, madura más tardía que otras variedades obtenidas en el instituto, en la segunda decena del mes de septiembre. Tienen un fácil transporte.

## Usos
La temporada de maduración es tardía, ocurriendo en la segunda década de septiembre. Divna es una variedad de ciruela de maduración tardía, con fruta de excelente calidad destinada principalmente al consumo en fresco. Los frutos recolectados en la etapa de madurez tecnológica se caracterizan por una buena transportabilidad.
Se usa comúnmente como postre fresco de mesa, buena ciruela para producir ciruelas pasas de gran calidad. También se utiliza en la elaboración de licor de ciruela.

## Cultivo
Variedad cultivada principalmente en Serbia y Alemania. Una variedad de calidad superior.

## Características y precauciones
Tolerante al virus Plum pox (Sharka), no deja síntomas en las frutas. Fructifica bastante bien incluso en años con heladas tardías.